# Fiore

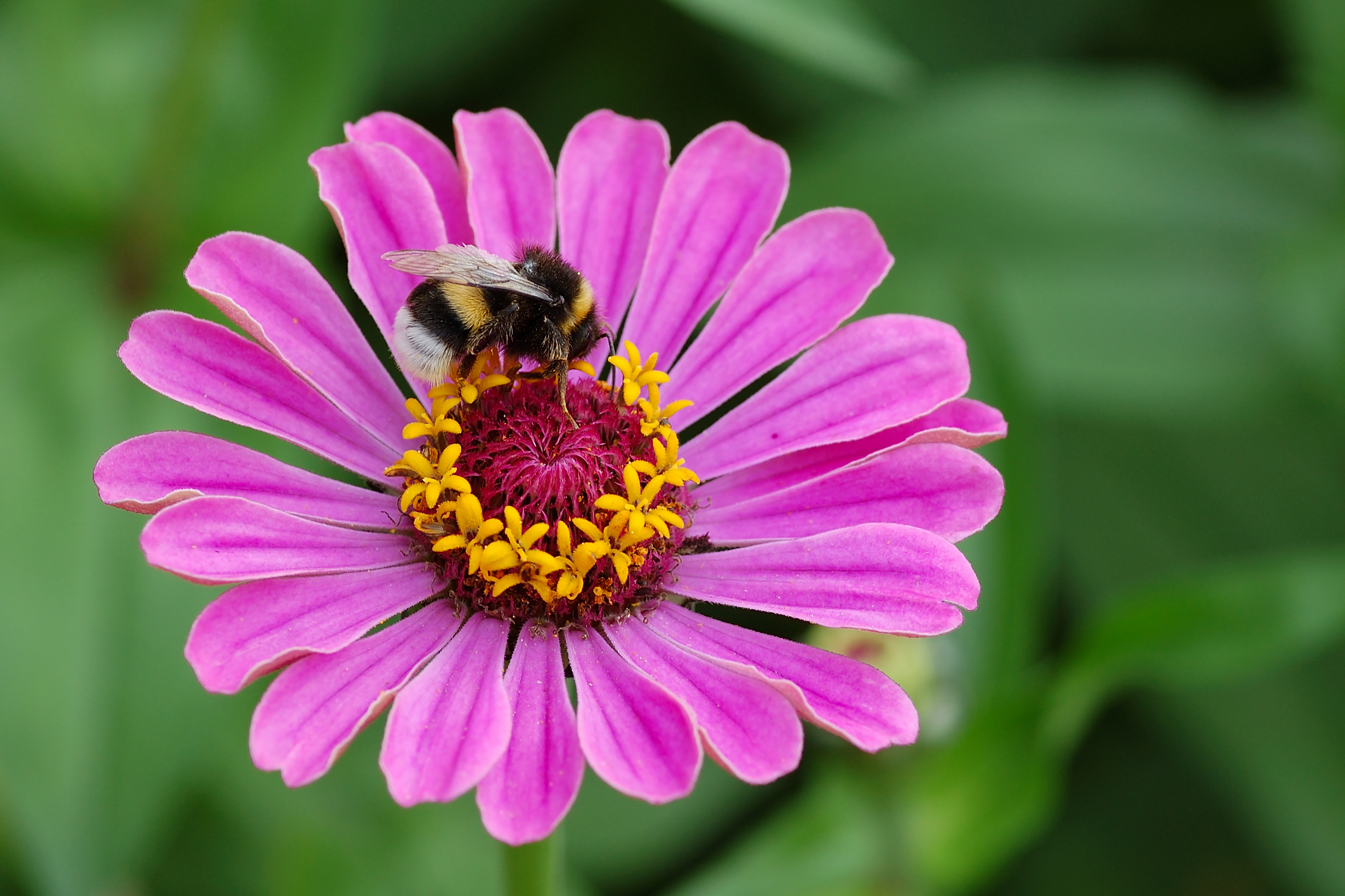
Un'ape in un fiore

Il fiore è l'organo riproduttivo delle angiosperme, nel quale si sviluppano i gametofiti, avviene la fecondazione e si sviluppa il seme.
Una collezione di fiori viene detta Erbario.
Il fiore è composto da una serie di organi laterali (omologhi delle foglie e brattee) che hanno perso la funzione fotosintetica e acquisito una funzione protettiva verso il fiore durante lo sviluppo, attrazione degli impollinatori, produzione e protezione dei gametofiti. Il fiore deriva dalla differenziazione dell'apice di un fusto, che può essere portato su un normale fusto vegetativo o su un fusto specializzato detto infiorescenza. Questa differenziazione, detta induzione fiorale o induzione antogena, avviene quando l'apice è ancora di dimensioni microscopiche all'interno della gemma, sotto lo stimolo di fattori ormonali e ambientali. L'induzione fiorale precede la fioritura vera e propria, secondo le specie, da poche settimane a circa un anno.
Nelle angiosperme, i gametofiti maschili (detti granuli pollinici) si sviluppano all'interno della parete delle spore, mentre i gametofiti femminili (sacchi embrionali) si sviluppano all'interno dello sporangio o nocella, a sua volta circondato da due tegumenti. La struttura composta dal gametofito femminile e i tessuti materni circostanti è detta ovulo, e nelle angiosperme è racchiusa all'interno di una struttura laterale detta carpello. A differenza delle Gimnosperme, la germinazione dei granuli pollinici avviene comunemente su una struttura specializzata del carpello detta stigma. A seguito della fecondazione, gli ovuli si sviluppano in semi, mentre i carpelli si differenziano in frutti.

## Struttura
Nelle Gimnosperme gli sporofilli maschili e femminili vengono portati su strutture diverse, e possono essere aggregati in strobili (come nelle Cicadee e nelle Conifere) o portati in strutture isolate (come gli ovuli di Ginkgo).
Nelle Angiosperme il fiore è l'insieme degli organi riproduttivi, normalmente raccolto in un apparato complesso e composto da più parti che possono considerarsi foglie modificate. I fiori possono essere sessili o peduncolati. Sul ricettacolo, la parte terminale dell'asse, sono inserite le parti fiorali, che solitamente includono parti sterili (sepali e petali, o perianzio) e parti fertili (stami e carpelli). Vi sono fiori detti incompleti che mancano di alcune di queste parti. Nel caso siano deficitari di stami o carpelli il fiore si dice imperfetto. Nel caso in cui il fiore sia completo di tutte le parti fertili esso si dice ermafrodita o perfetto. Il numero delle parti fiorali (numero dei sepali, dei petali, degli stami e dei carpelli) varia tra le famiglie ed è un carattere diacritico.

Anatomia di un fiore.
Per la legenda vedi Fiore delle angiosperme

Le varie parti del fiore sono formate da uno o più verticilli di pezzi fiorali. Ogni verticillo è composto da singole unità di cui le esterne (petali o sepali) sono dette nel complesso antofilli. Nei casi più complicati, le parti del fiore sono quattro, partendo dalla più esterna fino alla più interna:
1. Calice, formato da foglioline verdi fotosintetizzanti dette sepali. È una parte fiorale sterile.
2. Corolla, formata da petali spesso colorati e con funzione vessillare (capacità di attrarre gli animali impollinatori). Anche questa parte del fiore è sterile.
3. Gineceo, è la parte femminile del fiore, fertile. Si definisce anche pistillo ed è composto da una parte basale slargata detta ovario, che si continua in alto nello stilo e superiormente nello stigma. L'impollinazione nelle angiosperme è sempre stigmatica.
4. Androceo, è la parte maschile del fiore, fertile. Ha stami formati da filamento e antere; ogni antera ha due teche polliniche, ogni teca pollinica ha due sacche polliniche dove sono contenute cellule madri delle microspore che daranno origine al polline.

NOTA: nelle orchidacee il gineceo e l'androceo sono uniti in un unico "organo", la colonna. In questo caso sono i pollinodi e il viscidio.

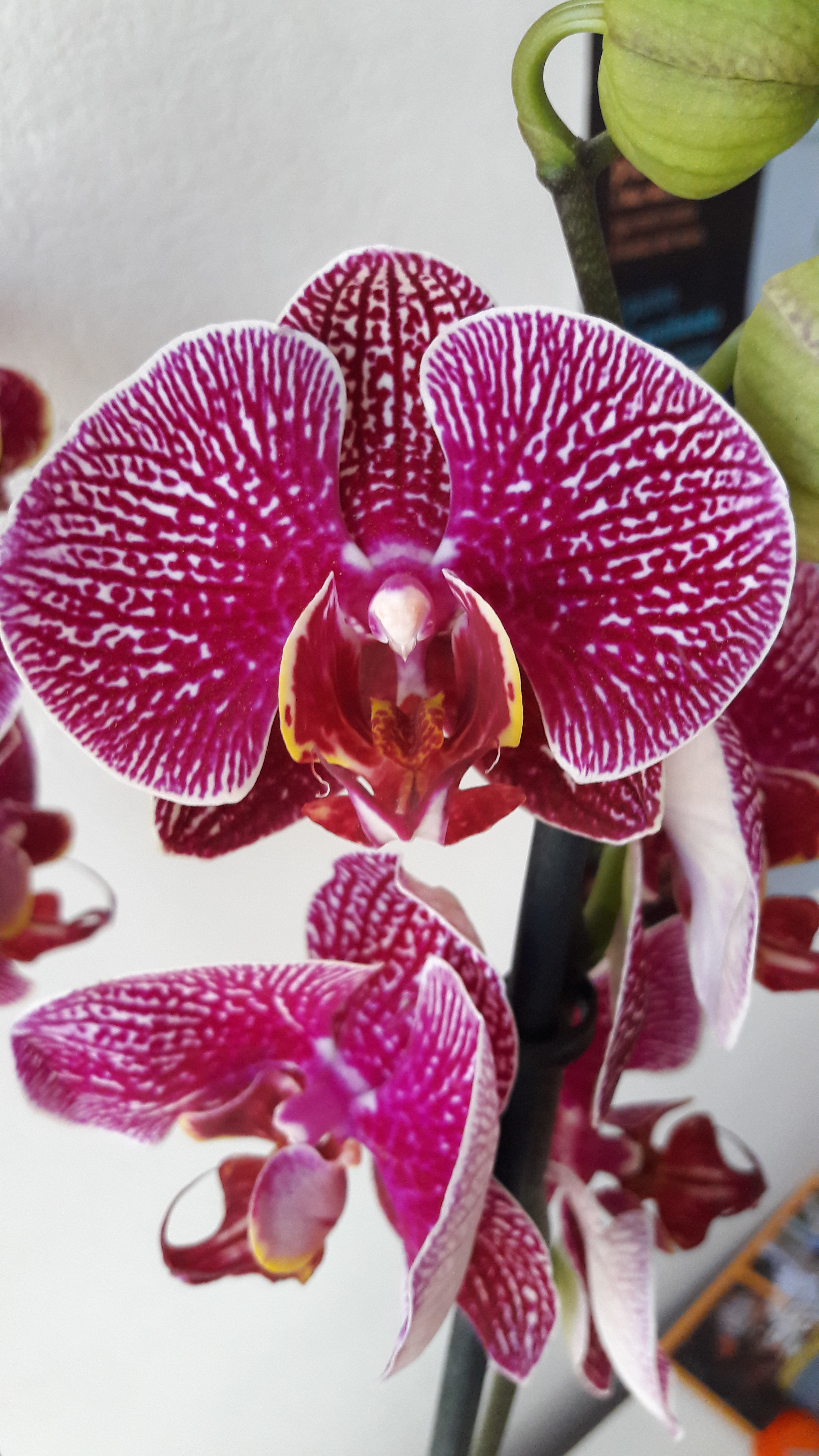
Fiore di una monocotiledone (orchidea Phalaenopsis sanderiana).Si notino i tre sèpali indietro, i petali, il labello, e la colonna in centro.

Dopo la fecondazione gli ovari si trasformano in frutti, che contengono i semi. Prima della fecondazione, a seconda che la pianta in questione sia monoica o dioica, si assiste allo sviluppo dei gameti, che si distinguono in microgametofiti e macrogametofiti. Se l'impollinazione è compiuta dal vento (impollinazione anemofila), i fiori sono spesso di colore verdastro e poco appariscenti; se al contrario è attuata dagli insetti o dagli uccelli (impollinazione zoofila), i fiori sono dotati di caratteristiche attrattive quali particolari forme e colori, e spesso di nettare, liquido zuccherino.
I fiori possono essere portati dalla pianta singolarmente o raggruppati in infiorescenze.

## Microgametofito
Il microgametofito è un individuo piccolo, formato al massimo da tre cellule. Prima che avvenga la divisione mitotica, il nucleo si avvicina alla parete della microspora, così in seguito alla divisione si forma una cellula più grande, detta cellula vegetativa, ed una più piccola ed allungata, contenuta entro la prima, ma comunque provvista della propria parete, detta cellula generativa. La maturazione del granulo pollinico prevede una fase di perdita di acqua, variabile da specie a specie, che comporta anche una modificazione del metabolismo.

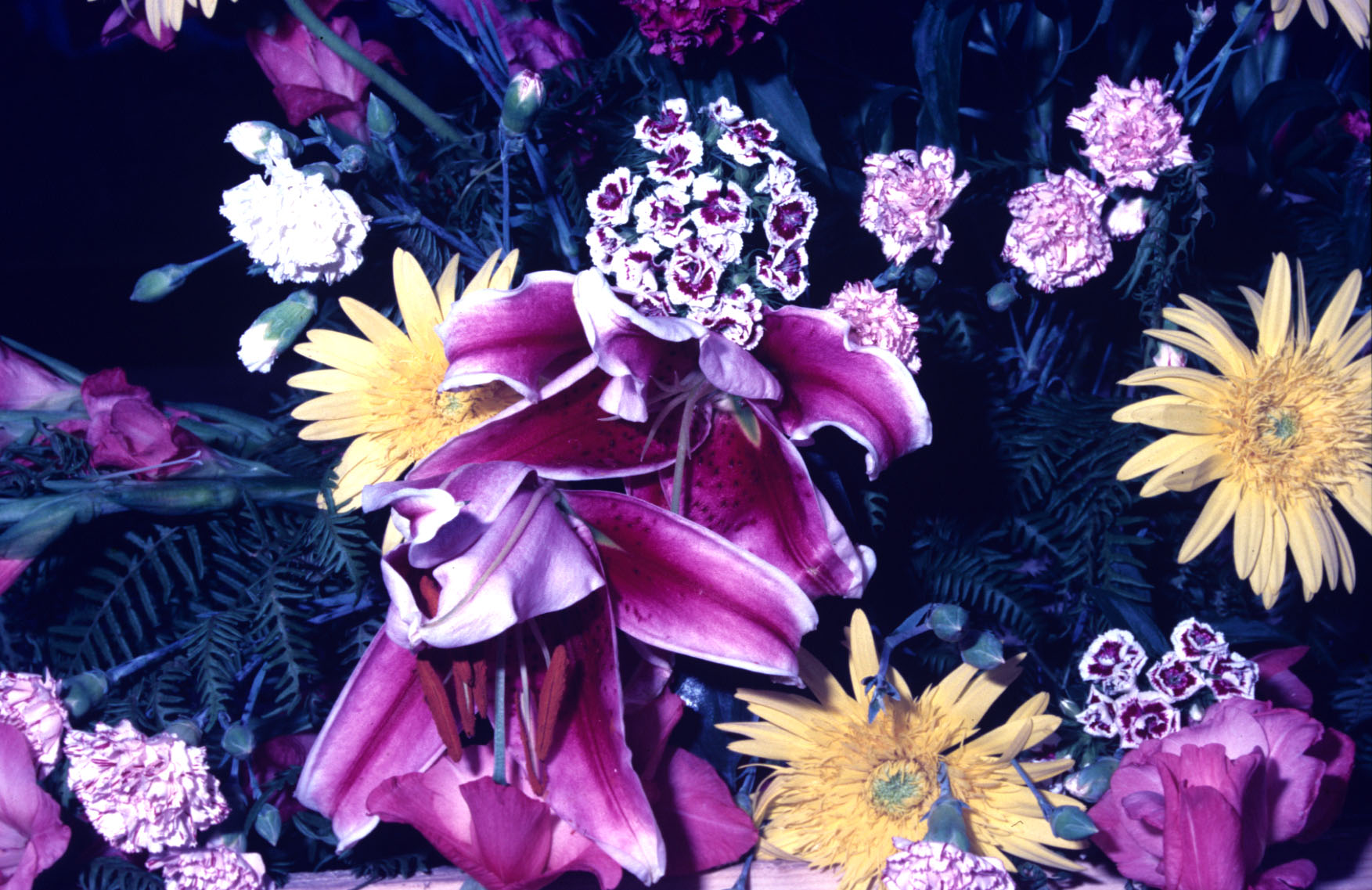
Fiori

Di solito il polline maturo viene liberato alla deiscenza delle cellule del tappeto, quando esso è ancora binucleato (infatti la cellula generativa andrà poi incontro a mitosi e produrrà i gameti maschili); ma nel 30% dei granuli pollinici esso viene liberato quando è trinucleato, ossia dopo che la cellula generativa ha prodotto per mitosi due gameti maschili. La parete del polline è di fondamentale importanza poiché protegge il “prezioso carico” e regola i movimenti d'acqua, ed ha una architettura abbastanza complessa. La parete interna è di natura celluloso-pectica, ed è l'intina; la parete esterna è l'esina, che si divide in nexina e sexina, quest'ultima è più superficiale. La sexina forma dei bastoncelli, delle scaglie, delle spine, e così via, che conferiscono una morfologia particolare al polline, tanto da essere una peculiarità dal valore tassonomico. L'esina è composta principalmente di sporopollenina, un composto derivante dalla polimerizzazione ossidativa dei carotenoidi e dei loro esteri. La sporopollenina è una molecola molto resistente, e dura nel tempo, tanto che si può ritrovare nei fossili, e ricostruire quindi il tipo di vegetazione del passato.

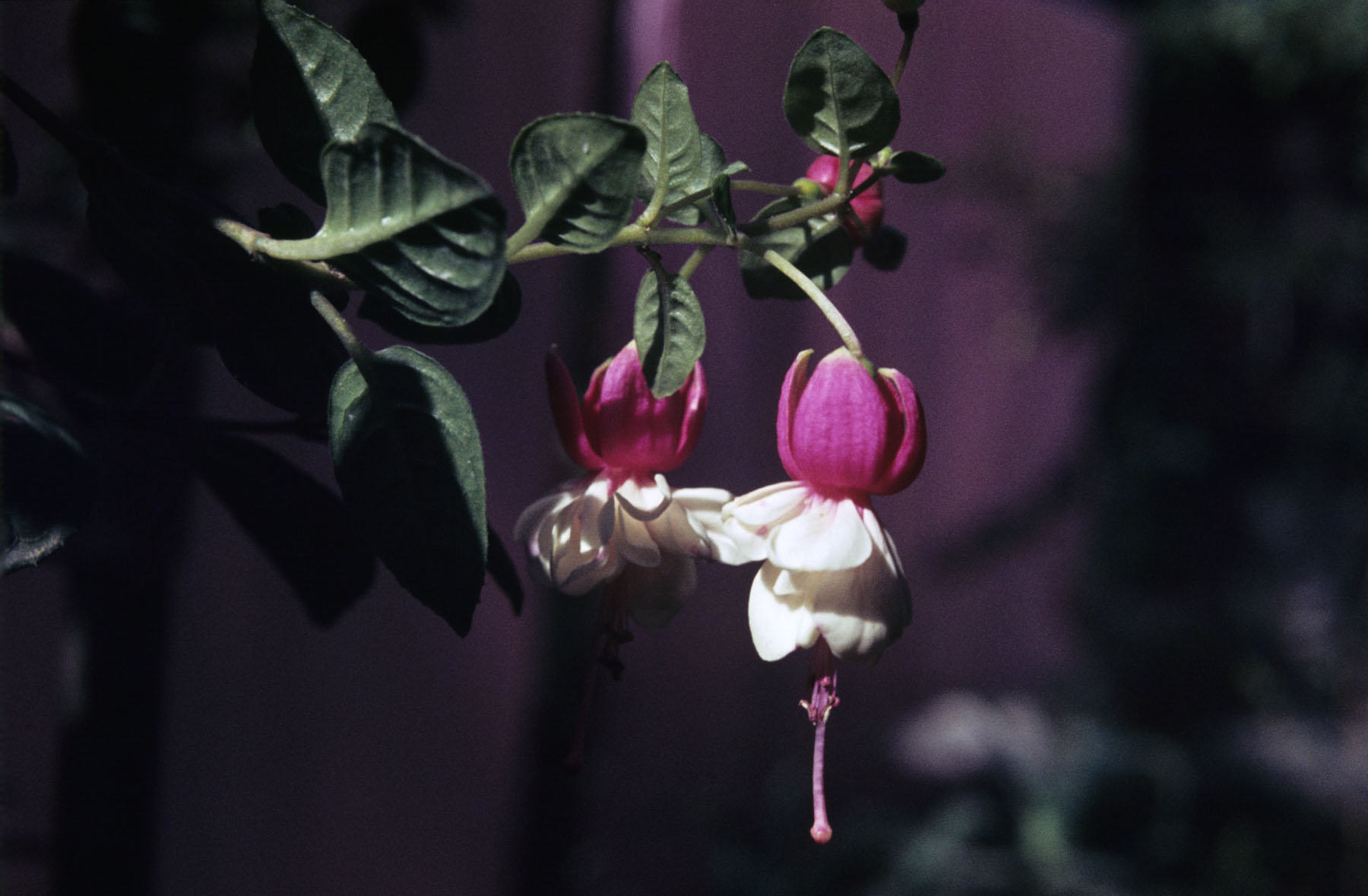
Fiore di Fuchsia

La particolare morfologia della parete, tipica di ogni specie, fa sì che essa assume un valore tassonomico, utili anche in campi molto distanti dallo studio biologico, come la criminologia. Infatti il riconoscimento di un particolare tipo di polline può ricondurre ad una specifica pianta di una determinata regione, facilitando la ricerca del “colpevole”. L'intina ricopre l'intera superficie del granulo pollinico, mentre l'esina è quasi completamente assente nelle regioni dei pori germinativi, da uno dei quali sputerà il tubetto pollinico, che veicola i gameti maschili al gametofito femminile. La parete del polline può essere considerata come un complesso che si adatta al tipo di dispersione a cui andrà incontro.
Se trattasi di dispersione entomofila (affidata agli insetti) i granuli sono provvisti di un grosso spessore di esina: i granuli aderiscono facilmente tra loro per mezzo di un materiale viscoso che ricopre l'intera area del granulo. Questo materiale, noto come pollenkit (composto da glicolipidi, carotenoidi, flavonoidi e lipidi), è di fondamentale importanza per l'adesione del granulo allo stigma. Nel caso di dispersione anemofila (affidata al vento), la parete dei granuli è più sottile, e il pollenkit ricopre solo gli spazi dell'esina.

## Megagametofito
Il megagametofito è un individuo molto ridotto ed è ospitato nello sporofito. La divisione meiotica di una cellula della nocella produce quattro megaspore, di cui una sola, quella più grande, darà vita al megagametofito. Secondo il modello di crescita “tipo Polygonum”, la megaspora effettua tre divisioni mitotiche senza citodieresi, passando da due, a quattro, a otto nuclei nello stesso citoplasma.
Gli otto nuclei si dispongono in gruppi di quattro ai poli della megaspora, dopo di che uno per ogni gruppo si dirige verso il centro (questi nuclei si dicono nuclei polari). Si formano quindi le pareti cellulari, e si ottengono sette cellule ed otto nuclei, ossia la cellula centrale è binucleata. Le tre cellule addossate ad un polo si dicono cellule antipodali, vi è poi la cellula centrale, e al polo opposto, in corrispondenza del micropilo, vi è l'apparato dell'oosfera, formato da due cellule sinergidi e dalla cellula uovo, che è il gamete femminile, anche detto macrogamete.
Sulla struttura e le caratteristiche del fiore si basa la principale classificazione botanica delle piante.

## Primati
La pianta che produce il fiore più grande del mondo (un metro di diametro) è la Rafflesia arnoldii, scoperta nell'isola di Sumatra (Indonesia) nel 1818 da Thomas Stamford Raffles e Joseph Arnold: è oggi uno dei fiori nazionali dell'Indonesia.